# Пролетарій (Ядринський район)
Пролета́рій (рос. Пролетарий, чув. Пролетари) — селище у Чувашії Російської Федерації, у складі Ядринського сільського поселення Ядринського району.
Населення — 21 особа (2010; 26 в 2002, 39 в 1979, 72 в 1939, 15 в 1926). У національному розрізі у селі мешкають чуваші.

## Історія
Селище було засноване у кінці 1920-их років. Селяни займались сільським господарством. До 1927 року селище перебувало у складі Ядринської та Малокарачкінської волостей Ядринського повіту, після переходу 1927 року на райони — у складі Ядринського району.